# جيمي كارل بلاك
جيمي كارل بلاك (بالإنجليزية: Jimmy Carl Black)‏ هو موسيقي وملحن أمريكي، ولد في 1 فبراير 1938 في إل باسو في الولايات المتحدة، وتوفي في 1 نوفمبر 2008 في Siegsdorf ‏ في ألمانيا بسبب سرطان وسرطان الرئة.

## وصلات خارجية
- الموقع الرسمي
- جيمي كارل بلاك على موقع IMDb (الإنجليزية)
- جيمي كارل بلاك على موقع ألو سيني (الفرنسية)
- جيمي كارل بلاك على موقع ميوزك برينز (الإنجليزية)
- جيمي كارل بلاك على موقع أول موفي (الإنجليزية)
- جيمي كارل بلاك على موقع إن إن دي بي (الإنجليزية)
- جيمي كارل بلاك على موقع أول ميوزيك (الإنجليزية)
- جيمي كارل بلاك على موقع ديسكوغز (الإنجليزية)
- جيمي كارل بلاك على موقع قاعدة بيانات الفيلم (الإنجليزية)
- جيمي كارل بلاك على موقع كينوبويسك (الروسية)